# Bundestagswahlkreis Berlin-Kreuzberg – Schöneberg
Der Bundestagswahlkreis Berlin-Kreuzberg – Schöneberg war von 1990 bis 2002 ein Bundestagswahlkreis in Berlin. Er umfasste die ehemaligen Bezirke Kreuzberg und Schöneberg. Zur Bundestagswahl 2002 wurde sein Gebiet auf die Wahlkreise Berlin-Tempelhof – Schöneberg und Berlin-Friedrichshain – Kreuzberg – Prenzlauer Berg Ost aufgeteilt.

## Bundtagswahlergebnisse

### Bundestagswahl 1998
| Kandidaten                     | Kandidaten                    | Parteien/Listen     | Erststimmen | Erststimmen | Zweitstimmen | Zweitstimmen |
| Kandidaten                     | Kandidaten                    | Parteien/Listen     | Stimmen     | %           | Stimmen      | %            |
| ------------------------------ | ----------------------------- | ------------------- | ----------- | ----------- | ------------ | ------------ |
|                                | Eckhardt Barthelgewählt im WK | SPD                 | 53.660      | 38,5        | 54.354       | 38,9         |
|                                | Jochen Feilcke                | CDU                 | 31.418      | 22,5        | 27.424       | 19,6         |
|                                | Michael Prütz                 | PDS                 | 3.495       | 2,5         | 6.103        | 4,4          |
|                                | Hans-Christian Ströbele       | GRÜNE               | 41.214      | 29,6        | 36.322       | 26,0         |
|                                | Carola von Braun              | FDP                 | 3.460       | 2,5         | 6.524        | 4,7          |
|                                | −                             | APPD                | –           | –           | 492          | 0,4          |
|                                | −                             | APD                 | –           | –           | 293          | 0,2          |
|                                | −                             | BüSo                | –           | –           | 15           | 0,0          |
|                                | −                             | BFB – Die Offensive | –           | –           | 201          | 0,1          |
|                                | −                             | Chance 2000         | –           | –           | 540          | 0,4          |
|                                | –                             | DVU                 | –           | –           | 1.923        | 1,4          |
|                                | Volker Ritter                 | Graue               | 1.250       | 0,9         | 1.019        | 0,7          |
|                                | Brigitte Bernhard             | REP                 | 3.102       | 2,2         | 2.195        | 1,6          |
|                                | −                             | Die Frauen          | –           | –           | 220          | 0,2          |
|                                | −                             | HP                  | –           | –           | 22           | 0,0          |
|                                | −                             | Pro DM              | –           | –           | 782          | 0,6          |
|                                | −                             | MLPD                | –           | –           | 47           | 0,0          |
|                                | −                             | Tierschutz          | –           | –           | 507          | 0,4          |
|                                | −                             | NPD                 | –           | –           | 154          | 0,1          |
|                                | Detlev Wulf                   | Naturgesetz         | 406         | 0,3         | 208          | 0,1          |
|                                | Nadir Türkan                  | ÖDP                 | 145         | 0,1         | 86           | 0,1          |
|                                | Andreas Bogen                 | PASS                | 386         | 0,3         | 262          | 0,2          |
|                                | −                             | PSG                 | –           | –           | 34           | 0,0          |
|                                | Christoph Josten              | Einzelbewerber      | 534         | 0,4         | –            | –            |
|                                | Sevim Çelebi-Gottschlich      | Einzelbewerberin    | 261         | 0,2         | –            | –            |
| Gesamt                         | Gesamt                        | Gesamt              | 139.331     | 100         | 139.727      | 100          |
|                                |                               |                     |             |             |              |              |
| Ungültige Stimmen              | Ungültige Stimmen             | Ungültige Stimmen   | 2.159       | 1,5         | 1.763        | 1,2          |
| Wähler                         | Wähler                        | Wähler              | 141.490     | 79,8        | 141.490      | 79,8         |
| Wahlberechtigte                | Wahlberechtigte               | Wahlberechtigte     | 177.273     |             | 177.273      |              |
|                                |                               |                     |             |             |              |              |
| Quellen: Der Bundeswahlleiter, |                               |                     |             |             |              |              |

### Bundestagswahl 1994
| Kandidaten                     | Kandidaten                | Parteien/Listen   | Erststimmen | Erststimmen | Zweitstimmen | Zweitstimmen |
| Kandidaten                     | Kandidaten                | Parteien/Listen   | Stimmen     | %           | Stimmen      | %            |
| ------------------------------ | ------------------------- | ----------------- | ----------- | ----------- | ------------ | ------------ |
|                                | −                         | CDU               | 42.111      | 29,3        | 39.556       | 27,5         |
|                                | Kurt Neumanngewählt im WK | SPD               | 46.310      | 32,2        | 50.017       | 34,8         |
|                                | −                         | FDP               | 4.587       | 3,2         | 7.563        | 5,3          |
|                                | −                         | GRÜNE             | 40.295      | 28,0        | 33.122       | 23,0         |
|                                | −                         | PDS               | 4.351       | 3,0         | 7.690        | 5,3          |
|                                | −                         | REP               | 2.396       | 1,7         | 2.570        | 1,8          |
|                                | −                         | Solidarität       | –           | –           | 29           | 0,0          |
|                                | −                         | BSA               | –           | –           | 23           | 0,0          |
|                                | −                         | Graue             | 1.984       | 1,4         | 1.697        | 1,2          |
|                                | −                         | Naturgesetz       | 646         | 0,4         | 493          | 0,3          |
|                                | −                         | MLPD              | –           | –           | 55           | 0,0          |
|                                | −                         | ÖDP               | 306         | 0,2         | 239          | 0,2          |
|                                | −                         | PASS              | –           | –           | 445          | 0,3          |
|                                | −                         | STATT             | –           | –           | 343          | 0,2          |
| Gesamt                         | Gesamt                    | Gesamt            | 143.830     | 100         | 143.842      | 100          |
|                                |                           |                   |             |             |              |              |
| Ungültige Stimmen              | Ungültige Stimmen         | Ungültige Stimmen | 1.732       | 1,2         | 1.720        | 1,2          |
| Wähler                         | Wähler                    | Wähler            | 145.562     | 76,6        | 145.562      | 76,6         |
| Wahlberechtigte                | Wahlberechtigte           | Wahlberechtigte   | 190.150     |             | 190.150      |              |
|                                |                           |                   |             |             |              |              |
| Quellen: Der Bundeswahlleiter, |                           |                   |             |             |              |              |

### Bundestagswahl 1990
| Kandidaten                     | Kandidaten                  | Parteien/Listen     | Erststimmen | Erststimmen | Zweitstimmen | Zweitstimmen |
| Kandidaten                     | Kandidaten                  | Parteien/Listen     | Stimmen     | %           | Stimmen      | %            |
| ------------------------------ | --------------------------- | ------------------- | ----------- | ----------- | ------------ | ------------ |
|                                | Jochen Feilckegewählt im WK | CDU                 | 57.435      | 38,0        | 56.666       | 37,0         |
|                                | −                           | SPD                 | 53.816      | 35,6        | 51.465       | 33,6         |
|                                | −                           | FDP                 | 8.575       | 5,7         | 11.291       | 7,4          |
|                                | −                           | Die Grünen          | 23.940      | 15,9        | 18.920       | 12,3         |
|                                | −                           | PDS                 | –           | –           | 5.149        | 3,4          |
|                                | −                           | DSU                 | 553         | 0,4         | 304          | 0,2          |
|                                | −                           | Bündnis 90          | –           | –           | 3.286        | 2,1          |
|                                | −                           | DDD                 | –           | –           | 71           | 0,0          |
|                                | −                           | BSA                 | –           | –           | 22           | 0,0          |
|                                | −                           | Graue               | 1.736       | 1,1         | 1.188        | 0,8          |
|                                | −                           | Die Mündigen Bürger | –           | –           | 72           | 0,0          |
|                                | −                           | REP                 | 4.346       | 2,9         | 4.384        | 2,9          |
|                                | −                           | KPD                 | –           | –           | 37           | 0,0          |
|                                | −                           | NPD                 | 156         | 0,1         | 145          | 0,1          |
|                                | −                           | ÖDP                 | 339         | 0,2         | 285          | 0,2          |
|                                | −                           | Patrioten           | –           | –           | 8            | 0,0          |
|                                | −                           | SpAD                | –           | –           | 42           | 0,0          |
|                                | −                           | VAA                 | –           | –           | 31           | 0,0          |
| Gesamt                         | Gesamt                      | Gesamt              | 150.968     | 100         | 153.294      | 100          |
|                                |                             |                     |             |             |              |              |
| Ungültige Stimmen              | Ungültige Stimmen           | Ungültige Stimmen   | 5.227       | 3,3         | 2.901        | 1,9          |
| Wähler                         | Wähler                      | Wähler              | 156.195     | 79,2        | 156.195      | 79,2         |
| Wahlberechtigte                | Wahlberechtigte             | Wahlberechtigte     | 197.315     |             | 197.315      |              |
|                                |                             |                     |             |             |              |              |
| Quellen: Der Bundeswahlleiter, |                             |                     |             |             |              |              |

## Wahlkreisgeschichte
| Wahl | Wahlkreisname                     | Gebiet                           | Wahlkreissieger  | Partei | Erststimmen |
| ---- | --------------------------------- | -------------------------------- | ---------------- | ------ | ----------- |
| 1990 | 254 Berlin-Kreuzberg – Schöneberg | Bezirke Kreuzberg und Schöneberg | Jochen Feilcke   | CDU    | 38,0 %      |
| 1994 | 255 Berlin-Kreuzberg – Schöneberg | Bezirke Kreuzberg und Schöneberg | Kurt Neumann     | SPD    | 32,2 %      |
| 1998 | 255 Berlin-Kreuzberg – Schöneberg | Bezirke Kreuzberg und Schöneberg | Eckhardt Barthel | SPD    | 38,5 %      |